# Мункхолмен
 Мункхолмен  (Munkholmen, букв. «монашеский островок») — небольшой остров к северу от Тронхейма (Норвегия), расположенный в  Тронхеймс-фьорде  в 1,3 км  северо-западнее от острова Броттора и устья реки Нидэльва.
В разное время на острове располагались монастырь, крепость, тюрьма а также  средства ПВО для защиты нацистского бункера Дора 1. До конца существования монастыря (до XVI века) остров носил то же название: Нидархольм. Сегодня остров Мункхолмен является популярной достопримечательностью и местом отдыха.

## Времена викингов
В годы, предшествующие основанию Тронхейма в 997 коду королём Олафом Трюггвасоном остров был использован в качестве места казни ярлов Ладе. Прибытие Олафа Трюггвасона в Норвегию в 995 году совпало с восстанием против Хакона Могучего, который был убит своим рабом Тормодом Карком. Отрубленные головы Хакона и Карка были нанизаны на колья и установлены на острове Нидархольм (ныне Мункхолмен) и  обращены в сторону фьорда, чтобы служить предупреждением для посетителей. Легенда гласит, что головы были поставлены перед входом в Тронхейм, чтобы вновь прибывающие плевали на них в дань уважения к королю Норвегии Олафу I. Традиция выставления отрубленных голов преступников и политических противников на всеобщее обозрение продолжалась в течение некоторого времени.

## Старейший монастырь Норвегии
Аббатство Нидархольм на острове Мункхолмен являлось старейшим монастырём Норвегии. Это был бенедиктинский монастырь, который просуществовал до 1537 года. Есть две версии основания монастыря: английские источники говорят, что его основателем был в 1028-м Кнуд Великий, но исландские саги утверждают что основал его вассал Магнуса Босоногого Сигурд Улльстренг. Сигурд посвятил обитель святому Лаврентию.
В монастыре бушевали опустошающие пожары в 1210, 1317 и 1531 годах. В период Реформации  монастырь стал последним оплотом католической церкви в Норвегии. В 1537 году, когда бежавший сюда архиепископ нидаросский Олав Энгельбректссон (Olav Engelbrektsson) и его люди вынуждены были прекратить сопротивление осадившим остров королевским войскам, монахи покинули обитель.

## Форт и тюрьма

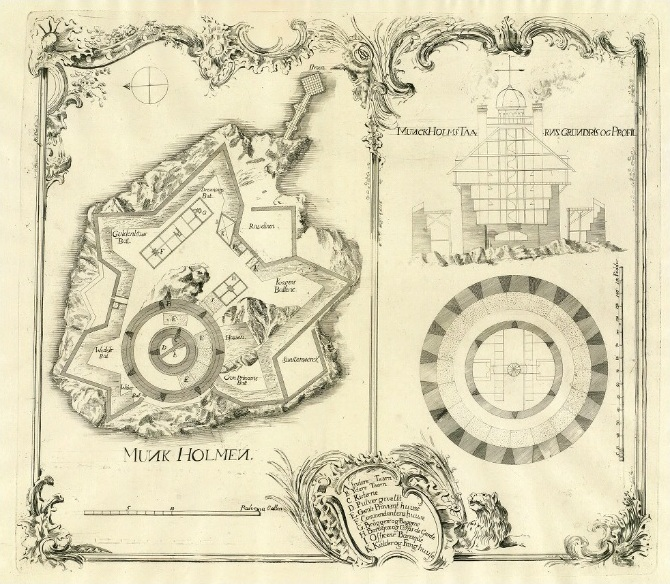
План крепости. Гравюра на меди, 1733

После того, как заброшенный монастырь превратился в королевские пастбища остров был укреплён в 1600-е годы. Монастырь использовали как форт. В 1660 году на острове построили крепость, которая была оснащена 18 орудиями. В 1671—1674 годах начали строительство центральной башни. В 1680 году укрепили внешние стены, построили новые башни, оснастили 35 орудиями. Теперь замок стал функционировать как тюрьма для политических заключённых. Одним из самых известных заключённых был датский государственный деятель Педер Шумахер. Основой для приговора стало получение взяток, продажа недвижимости и госизмена. Первые два пункта были доказаны, но обвинения в измене доказать не смогли. По данным архивов обвинения были беспочвенны. В июне Шумахер прибыл на место казни, но в последнюю минуту король остановил палача. Приговор не был полностью исполнен. Ему было позволено остаться в Тронхейме. Умер в марте 1699 года.
В период Наполеоновских войн (1800—1815) стало понятно, что возведённая крепость не достаточно эффективна и подверглась изменениям. В 1850 году преобразования были закончены.

## Немецкая оккупация (1940—1945)
Нацистская Германия вторглась и оккупировала Норвегию в 1940 году. После захвата Тронхейма на ранней стадии норвежской кампании, немцы возвели в нём базу подлодок «Дора 1» к 1943 году, используя естественную защиту, обеспечиваемую фьордом. В это время немцы установили на острове системы наблюдения и шесть зенитных позиций, а коническую крышу башни переделали и разместили на ней зенитные орудия. Большая часть форта была модернизирована, чтобы содержать боеприпасы. При этом половые доски были прибиты  деревянными гвоздями, чтобы предотвратить взрывы, вызванные  соударениями металлическими гвоздями солдатских сапог. Немецкие оккупационные войска оставались в Норвегии до конца войны в Европе в мае 1945 года. Остатки зенитных установок всё ещё остаются на верхних уровнях форта.

## Отдых и туризм

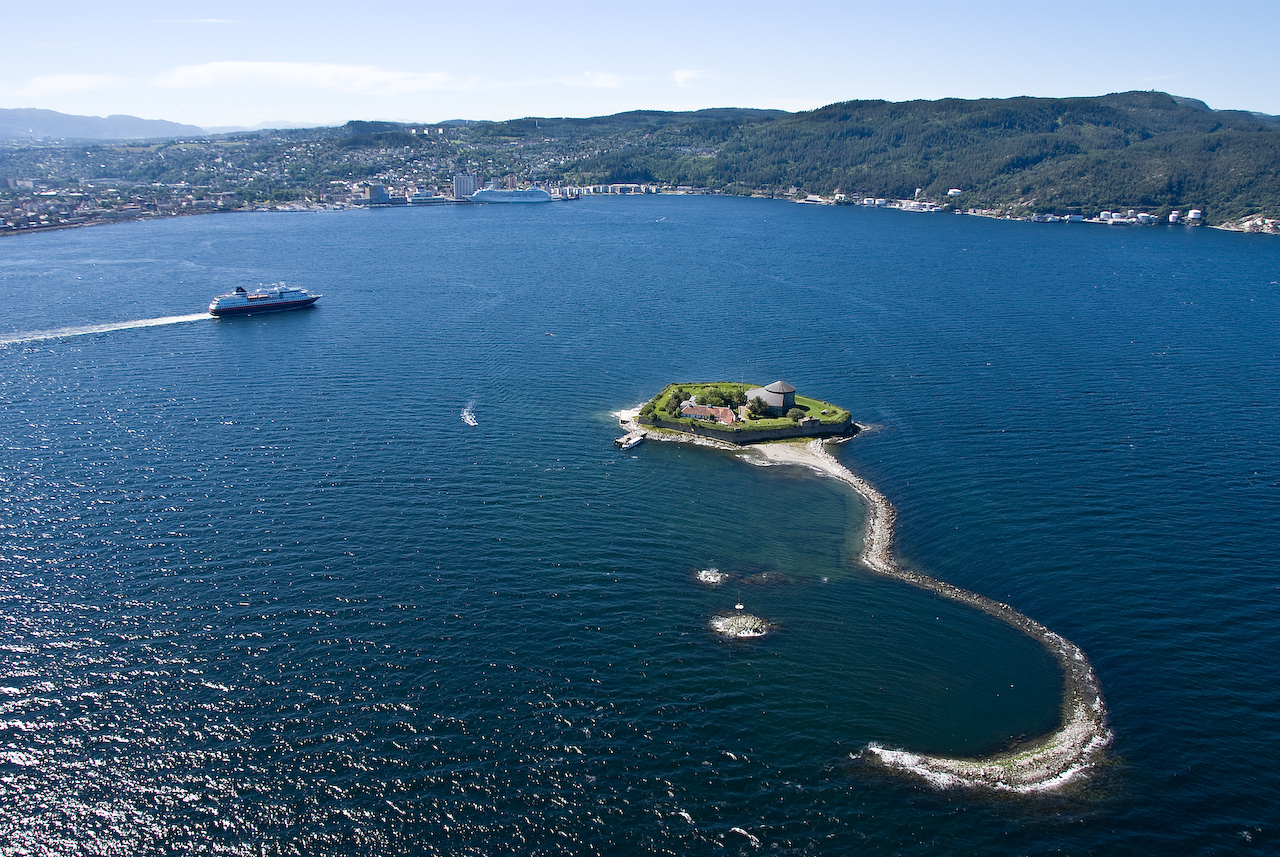
Вид на Мункхолмен с воздуха

Сегодня остров Мункхолмен и крепость на нём являются популярной достопримечательностью в летний период и местом отдыха для жителей Тронхейма. С мая по сентябрь сюда регулярно курсируют лодки от пристани «Ravnkloa». Будучи на острове, посетители могут взять экскурсию (на английском или норвежском языке) или свободно бродить. Также доступен  небольшой кафе-ресторан и ремесленные лавки. В тёплое время года для туристов на острове регулярно проводятся костюмированные спектакли и концерты.